# Mandello del Lario
Mandello del Lario es un comune y localidad italiana de la provincia de Lecco, en la región de Lombardía. Tiene una población de 9912 habitantes (ISTAT 2024).

## Demografía
| Gráfica de evolución demográfica de Mandello del Lario entre 1861 y 2001 |
|                                                                          |
| Fuente ISTAT - elaboración gráfica de Wikipedia                          |

## Enlaces
- Guglie del Gerone